# J-600T Yıldırım
J-600T Yıldırım (рус. Молния) или проект J — турецкая тактическая баллистическая ракета, разработанная Roketsan на базе китайской B-611, предназначенная для атаки важных целей, таких как объекты противовоздушной обороны противника, объекты материально-технического обеспечения и инфраструктуры, а также огневую поддержку дружественной артиллерии за счет расширения зоны поражения.
Была разработана в 1998 году, поставлена на вооружение в ВС Турции в 2001. Является первой турецкой тактической баллистической ракетой.

## История
Турция издавна желала иметь собственные технологии производства ракетных систем малой, средней и большой дальности.
После тяжелого поражения в 1 мировой войне и последовавшей за ней войной за независимость, Турция оказалась в довольном тяжелом политическом и экономическом кризисе. Дальнейшие внутриполитические и военные кризисы в стране, а также череда военных переворотов, усугубляли ситуацию и вынудили Турцию полностью положиться в вопросах поставок военной техники на США и страны Европы. Отсутствие собственного ВПК и мизерные вливания в науку отбросили Турцию на десятилетия в развитии.
Развал СССР в 1991 году ослабил значимость Турции для США и стран Европы как «южного форпоста» в противостоянии с социалистическим блоком. В этот период правительство Турции решило начать развивать собственный ВПК и меньше полагаться на США и страны Европы, полагая, что полная зависимость в поставках вооружений может оказаться фатальной в свете курдской проблемы.
Понимая, что страна находится в тяжелом состоянии, отсутствует собственный ВПК и научная база, правительство решило начать с нуля: сотрудничать с различными странами, перенимать технологии, производить вооружения по лицензии, постепенно обучая и подготавливая поколение инженеров.
Сотрудничество Турции с Китаем и Пакистаном по совместной разработке баллистических ракет началось в конце 1970-х — начале 1980-х годов. История проекта J, как и предшествовавшего ему проекта Kasırga, берет свое начало в первой половине 1990-х годов, когда переговоры о передаче технологий и производстве по лицензии в Турции американской артиллерийской ракетной системы M-270 MLRS провалились. Турция решила искать другие альтернативы, в основном сосредоточив внимание на полном суверенитете над критически важными технологиями, чтобы создать самодостаточную национальную инфраструктуру для проектирования и разработки управляемых ракет. После подписания в 1997 году контракта на лицензионное производство китайских ракет WS-1A и WS-1B под названием Kasırga, аналогичный контракт был подписан с CPMIEC (Китайская корпорация по импорту и экспорту точного оборудования) на китайскую БРМД B-611 в 1998 году, охватывающая лицензионное производство батареи B-611 с более чем 200 ракетами, заявленная стоимость которой составляет 300 млн долларов США.

## Описание
Конструкция J-600T основана на B-611, разработанной CPMIEC, как недорогой тактический ракетный комплекс с дальностью полета до 250 км в улучшенных версиях, таких как B-611M. и в качестве замены ракет DF-11, находящихся на вооружении Китая.
J-600T Yıldırım состоит из двух агрегатов: БРМД J-600T и пусковой установки F-600T, созданной на базе грузовика MAN 26.372 6x6, производимого в Турции. Эта же машина также используется для построенных в Турции систем Т-122 Sakarya и T-300 Kasırga, что обеспечивает преимущество в логистике. Каждый F-600T несет один J-600T на открытой пусковой установке рельсового типа и может быть подготовлен к запуску менее чем за 25 минут, а машина готова к повторному движению менее чем за 5 минут. Ракета загружается на машину F-600T краном с машины-перегрузчика — опять же грузовика MAN 26.372 6x6.
Полет ракеты контролируется ИНС (инерциальной навигационной системой), которая подает команды коррекции траектории на четыре движущихся крыла в соплах. Данные о траектории загружаются в блок наведения и управления ракетой на борту F-600T перед запуском. Ракета также может быть модернизирована с помощью GPS/INS.

## Тактико-технические характеристики
- Масса на старте: 2100 кг
- Длина: 6.10 м
- Диаметр: 610 мм
- Масса боевой части: 480 кг (тротил + гексоген)
- Двигатель: Одноступенчатый
- Вид топлива: твердое
- Максимальная дальность: 150 км
- Максимальная скорость: сверхзвуковая
- Система наведения: инерциальная[3]